# هری ال. راتنبری
هری ال. راتنبری (انگلیسی: Harry L. Rattenberry؛ ‏ ۱۴ دسامبر ۱۸۵۷ – ۹ دسامبر ۱۹۲۵) بازیگر اهل ایالات متحده آمریکا بود.
وی در فیلم‌هایی همچون مردی انگشت‌نما، الیور توئیست، زب در مقابل پاپریکا و وصله ناجور مهمانی آخر هفته بازی کرده‌است.